# Armstrong Whitworth A.W.23
Armstrong Whitworth A.W.23 byl prototypem bombardovacího a transportního letounu, který vznikl na základě specifikace C.26/31 britského Ministerstva letectví. Cílem této specifikace bylo vyvinout bombardovací/transportní letoun. Pro stavbu prototypů byly vybrány společnosti Armstrong Whitworth s typem A.W.23, Handley Page s typem H.P.51 a Bristol Aeroplane Company s letounem Bombay. Do sériové výroby byl zvolen letoun Bombay.
Ačkoliv letoun konstruktéra John Lloyd neuspěl, navázal na něj typem Armstrong Whitworth Whitley, který byl později zařazen do výzbroje RAF.
A.W.23 byl dvoumotorovým dolnoplošníkem s dvojitou svislou ocasní plochou se zatahovacím podvozkem ostruhového typu. Konstrukce trupu letounu byla z ocelových trubek, které stejně jako křídla byla pokryta materiálem z hliníku.
Prototyp létal u Royal Air Force s označením  No. 1251/K3585.
Po vyřazení z RAF dostal civilní označení G-AFRX. Od 3. dubna 1939 byl registrován u společnosti Flight Refuelling Ltd, která jej používala k vývoji systému pro tankování za letu spolu s létajícím člunem Short Empire. V únoru 1940 měl letoun sloužit při prvních experimentech tankování za letu během noci.
Jediný postavený letoun byl zničen při náletu střemhlavých bombardérů Ju 87 Stuka na RNAS Ford v západním Sussexu dne 18. srpna 1940.

## Specifikace (A.W.23)
Technické údaje dle Kites, birds & stuff - armstrong whitworth aircraft

### Technické údaje
- Posádka: 4 až 5
- Rozpětí: 26,8 m
- Délka: 24,6 m
- Výška: 5,94 m
- Nosná plocha: 121,5 m²
- Hmotnost: 10 931,58 kg
- Pohonná jednotka: 2x hvězdicový motor Armstrong Siddeley Tiger VI o výkonu 810 hp

### Výkony
- Maximální rychlost: 281 km/h ve výšce 1 828,8 m
- Dolet: 1 448 km
- Dostup: 6 096 m
- Stoupavost: 2,67 m/s

### Výzbroj
- po 1 kulometu ráže 0,303 palce v přední a zadní střelecké věži
- 2 267 kg (5 000 lb) bomb